# Strick
Strick är en bergstopp i Schweiz.   Den ligger i distriktet Entlebuch och kantonen Luzern, i den centrala delen av landet, 40 km öster om huvudstaden Bern. Toppen på Strick är 1 946 meter över havet, eller 72 meter över den omgivande terrängen. Bredden vid basen är 0,22 km.
Terrängen runt Strick är kuperad västerut, men österut är den bergig. Närmaste större samhälle är Escholzmatt, 7,5 km nordväst om Strick. 
I omgivningarna runt Strick växer i huvudsak blandskog. Runt Strick är det ganska glesbefolkat, med 30 invånare per kvadratkilometer.